# Francisco Dosamantes
Pour les articles homonymes, voir Dosamantes.
Francisco Dosamantes (1911-1986) fut un artiste et éducateur mexicain, connu pour ses illustrations destinées à l'enseignement et pour son travail graphique contre le fascisme.

## Biographie

### Jeunesse et formation
Francisco Dosamantes est né à Mexico le 4 octobre 1911. Son père était un constructeur, décorateur d'intérieur et peintre.
Il est allé aux écoles primaires et secondaires de Mexico, puis à l'École Nationale des Beaux-Arts où il a étudié pendant cinq années.

### Carrière
En 1928, il rejoint le groupe des peintres 30-30 (du nom de la carabine 30-30 des révolutionnaires), mouvement artistique contre le style académique. En 1932-1937 puis en 1941-1945, il a travaillé dans des missions culturelles. Quand il est retourné à Mexico, il a enseigné dans des classes préparatoires (1937-1941) . En 1945, il fonde et dirige l'atelier-école de dessin et de peinture " Claussell Joaquin " à Campeche.
Dosamantes a été membre de la Ligue des écrivains et artistes révolutionnaires de 1934 à 1938 . Il était un membre fondateur de l'atelier graphique populaire. Il a créé des affiches pour des conférences sur le fascisme et le nazisme, telles que " l'Allemagne sous les baïonnettes " en 1938. En 1940, il devient secrétaire général du syndicat des enseignants des arts plastiques.
Il a exécuté plusieurs peintures murales dans les zones rurales du Mexique alors qu'il était en mission culturelle. Sa fresque principale est dans la maison José María Morelos à Caracuaro (Michoacán).
Il a travaillé comme illustrateur de livres.
Ses peintures à l'huile et ses lithographies furent exposées à la Galerie Excelsior à Mexico, à Cuba, en Espagne, aux États-Unis et en France.

### Dernières années
Il est mort à Mexico le 18 juillet 1986.

## Œuvre
Il fut un peintre et illustrateur de livres. Son œuvre la plus connue est une série de lithographies basée sur une peinture rurale maya.Sa meilleure œuvre politique est une lithographie appelée Soldat mort, qui faisait partie d'une exposition intitulée «La révolution de papier: gravures mexicaines 1910-1960» au British Museum en 2009. À signaler aussi une importante lithographie de cette période, Bombardement, Espagne, contre Franco, qui comporte des éléments similaires à l'œuvre de Picasso, Guernica